# Santos Cerdán León
Santos Cerdán León   (Milagro, 4 de maig de 1969) és un polític espanyol del Partit Socialista Obrer Espanyol.

## Trajectòria
Fill i net de militants socialistes, Santos Cerdán va cursar estudis de formació professional de segon grau, titulant-se com a tècnic en electrònica industrial, i ha exercit la seva carrera professional en diverses empreses del sector agroalimentari.
Es va afiliar al Partit Socialista Obrer Espanyol (PSOE) el 1999 i ha estat membre de l'executiva regional del Partit Socialista de Navarra des del 2004, on ha ocupat diferents càrrecs orgànics, com el de secretari d'organització. Ha estat regidor de la seva localitat natal a les legislatures 1999-2003, 2007-2011 i 2011-2015.
El seu salt a la política autonòmica va tenir lloc el febrer del 2014 quan va entrar al Parlament de Navarra en substitució de Román Felones. Va repetir com a parlamentari socialista a la legislatura 2015-2017. Tanmateix, va començar a ser conegut en la política nacional quan Pedro Sánchez li va encarregar la recollida d'avals per a les eleccions primàries del PSOE de 2017, en què competia per la secretaria general amb Susana Díaz i Patxi López.
A les eleccions generals d'abril de 2019 va ser elegit diputat al Congrés, càrrec que manté actualment. El 2020 va ser elegit president de la Fundació Pablo Iglesias i el 2021 secretari d'organització del PSOE. Va ser substituït com a president de la Fundació Pablo Iglesias per la consellera d'estat María Luisa Carcedo.
Durant les negociacions per a la investidura de Pedro Sánchez com a president del govern per a la XV Legislatura Espanyola, va ser l'encarregat de negociar els vots favorables de Junts per Catalunya, reunint-se a Brussel·les amb l'expresident de la Generalitat de Catalunya, Carles Puigdemont.
Va comparèixer davant el comitè d'investigació del cas Ábalos el 30 d'abril de 2024 per haver estat el l'enllaç de Koldo García amb els cercles de poder del PSOE, després d'oferir-se a realitzar diversos treballs de seguretat per al partit. Cerdán va afirmar tenir contacte habitual amb García, però va negar tenir coneixement de les seves funcions i la investigada corrupció en la compra de màscares durant la pandèmia de COVID-19 de 2020.
El juny de 2025 va aparèixer a la llum pública un informe de la Unitat Central Operativa de la Guàrdia Civil en què es dibuixa tot un entramat de corrupció a partir d'adjudicacions a dit d'obres públiques que centralitzaven Santos Cerdán, José Luis Ábalos i Koldo García, cosa que provocà la dimissió de Santos Cerdán com a secretari d'Organització.
L'1 de juliol declara davant del Tribunal Suprem i aquest en dictamina l'ingrés a presó provisional sense fiança. Enquadrant Cerdán com a cap d'una organització criminal.